# Tour Appiani
Pour l’article homonyme, voir Tour Appiani (Marciana Marina).
La Tour Appiani (en italien : Torre egli Appiani), également connu sous le nom de Torre dello Sparviero, est située sur l'îlot de Sparviero, dans le village de Punta Ala, une frazione de Castiglione della Pescaia, dans la province de Grosseto en Toscane.

## Histoire
La tour de guet a été construite au Moyen Âge, devenant plus tard l'une des fortifications fondamentales du système défensif de la Principauté de Piombino. En 1561, la famille Appiano (it) décida de la reconstruire, car la structure défensive était dans des conditions précaires.
Cependant, l'endroit a été le théâtre de violentes incursions de pirate qui ont causé de sérieux dégâts à l'édifice et des pertes humaines décourageant les soldats d'y servir. La tour de l'îlot de Sparviero subit ainsi un lent et inexorable déclin qui réduisit la structure originelle en ruines.

## Description
La Tour Appiani, également visible du continent, a une section circulaire reposant sur une puissante base pentue ; les murs sont recouverts de pierre et se caractérisent par une épaisseur considérable, qui en certains points dépasse même 2 mètres.
La partie supérieure est celle qui montre le plus de signes de la longue période d'abandon, se caractérisant par un couronnement partiellement détruit de corbeaux et d'arcs aveugles où, probablement, les créneaux qui délimitaient la terrasse sommitale ont trouvé appui.

## Galerie

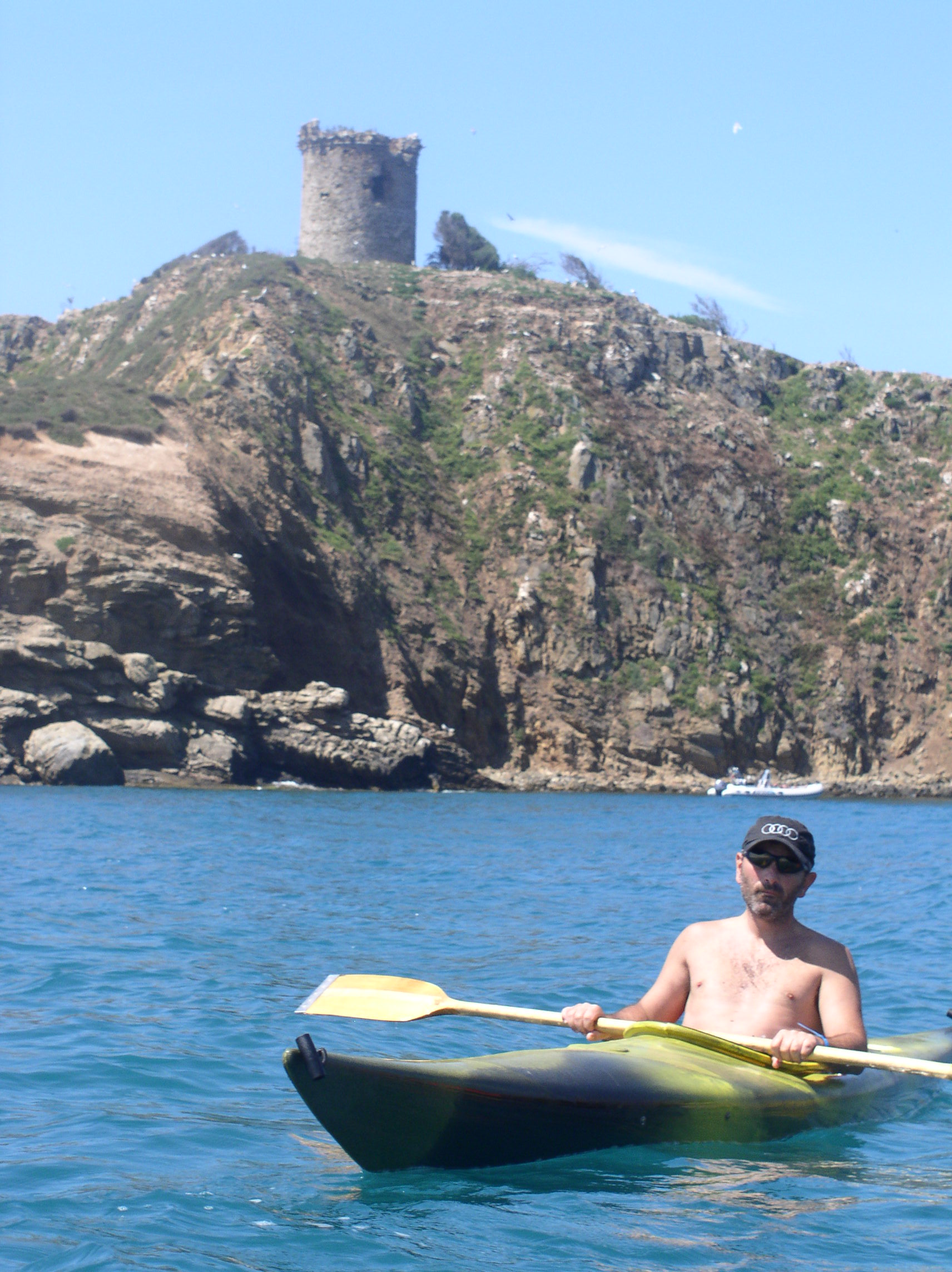
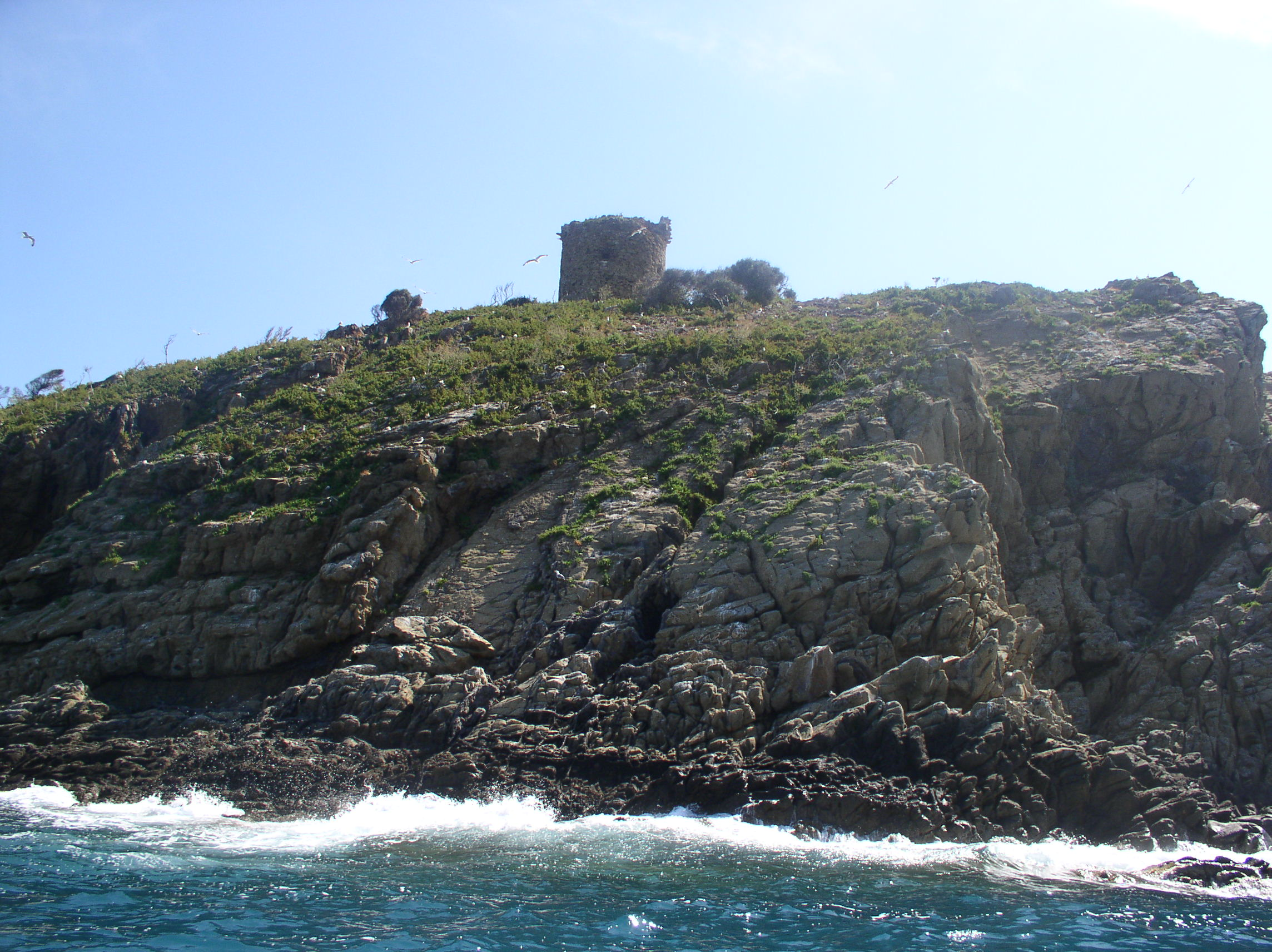